# Розмірний ланцюг
Розмірним ланцюгом — сукупність розмірів деталей, що утворюють замкнений контур і впливають на один із розмірів контуру.
Розміри, що входять у розмірний ланцюг, називаються ланками розмірного ланцюга. Для зручності розрахунків їх виносять з креслення і зображують графічно у вигляді розрахункової схеми розмірного ланцюга.
Розмірний ланцюг використовується для розв'язання прямої та оберненої задач, які відрізняються послідовністю розрахунків.
Пряма задача полягає в тому, що за заданим номінальним розміром та допуском (граничними відхиленнями) замикальної ланки визначаються номінальні розміри, допуски та граничні відхилення всіх складових ланок розмірного ланцюга. Така задача відноситься до проектного розрахунку розмірного ланцюга.
Обернена задача полягає у тому, що за встановленими номінальними розмірами, допусками та граничними відхиленнями складових ланок визначаються номінальний розмір, допуск і граничні відхилення замикальної ланки. Така задача відноситься до перевіркового розрахунку розмірного ланцюга.